# The String Quartet Tribute
The String Quartet Tribute, ook wel Vitamin String Quartet of VSQ genaamd, is een muziekcollectie met verschillende strijkkwartet covers. De collecties worden uitgegeven door Vitamin Records in Los Angeles en opgenomen door verschillende musici. Elk album bevat klassieke covers van de liedjes van één band (meestal noot voor noot omgezet). De musici maken hierbij gebruik van verschillende instrumenten maar leggen de nadruk op violen en cello's. In de afgelopen jaren zijn er een groot aantal albums uitgebracht (232). Ze hebben een klassieke stempel weten te drukken op verschillende muziekgenres, waaronder rock, pop, punk, techno, hardcore, country, metal en rap.
Todd Mark Rubenstein heeft verschillende musici begeleid bij het uitbrengen van een Tribute album.